# Junxattus daiqini
Junxattus daiqini Prószyński & Deeleman-Reinhold, 2012 è un ragno appartenente alla famiglia Salticidae.
È l'unica specie nota del genere Junxattus.

## Distribuzione
Gli esemplari di questa specie sono stati rinvenuti in Indonesia (Sumatra).

## Tassonomia
Per la determinazione delle caratteristiche di questo genere sono stati esaminati gli esemplari di J. daiqini Prószyński & Deeleman-Reinhold, 2013.
Ritenuto sinonimo di Laufeia Simon, 1889 da uno studio degli aracnologi Zhang & Maddison del 2015, è stato rivalidato come genere a sé da un lavoro di Prószyński del 2019. 
Dal 2019 non sono stati esaminati altri esemplari, né sono state descritte sottospecie al 2022.